# بيض الفصح

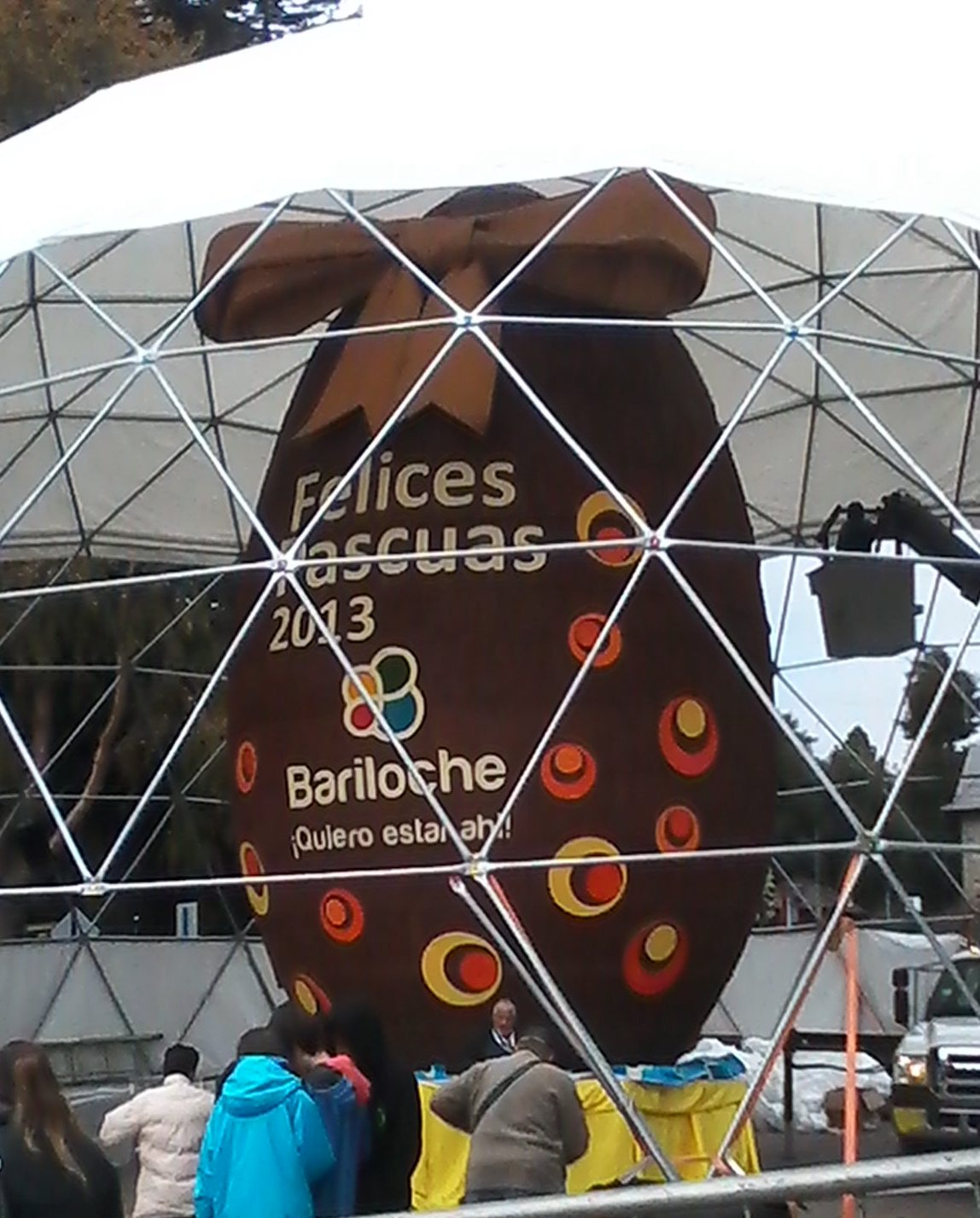
بيض الفصح

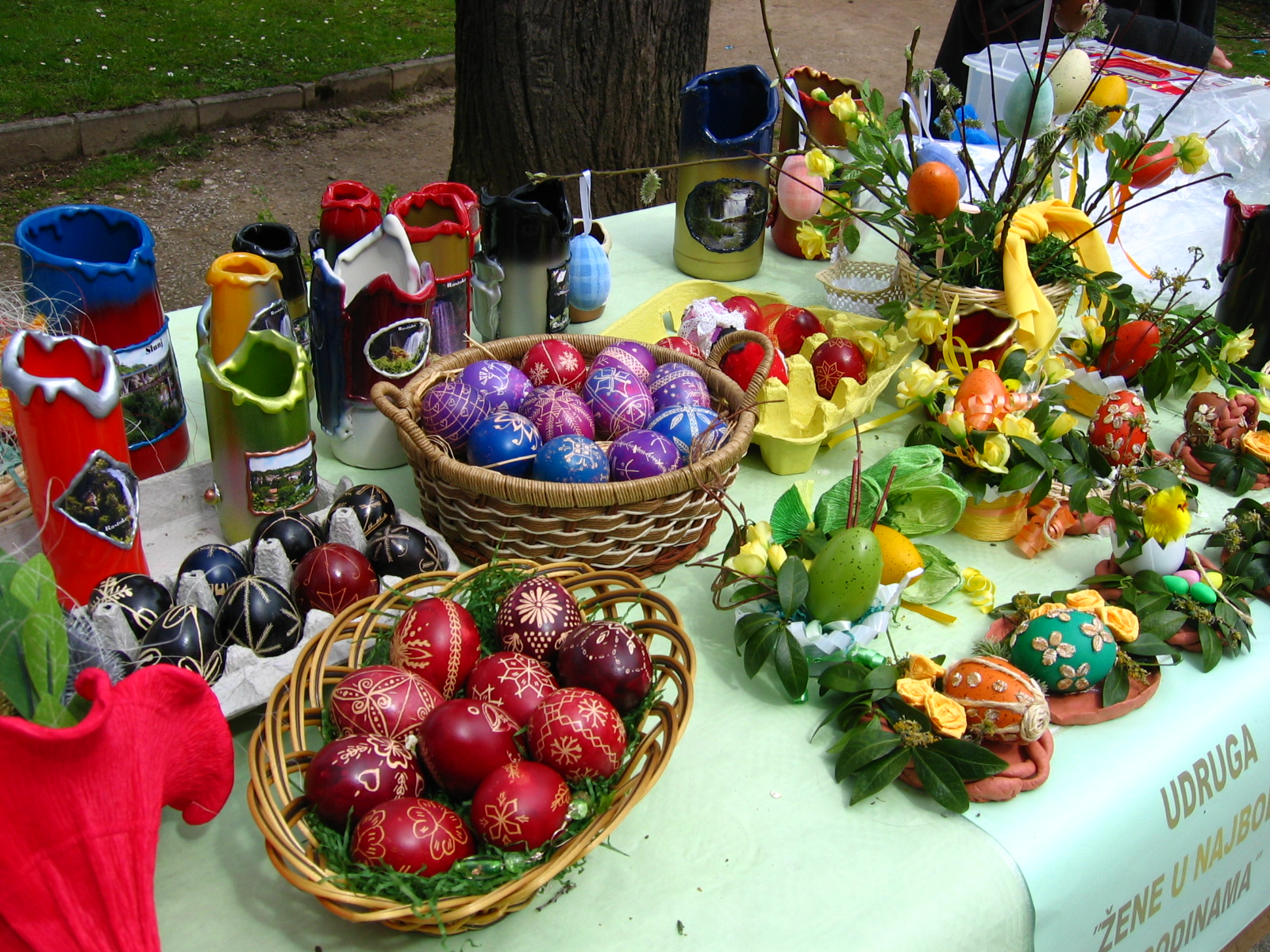
مائدة تقليدية لعيد الفصح تحتوي على البيض المزركش من كرواتيا

بيض الفصح هو البيض المزيّن الذي يتم عمله ضمن تقاليد الاحتفال بعيد الفصح. تقليديا بيض عيد الفصح هو بيض دجاج يتم زخرفته وتلوينه بألوان براقة لكن حاليا يتم الاستعاضة عن بيض الدجاج ببيض بلاستيكي أو بيض مصنوع من الشوكولا يتم تغليفه بطبقة رقيقة من القصدير المزركش. 
بيض الفصح هو تقليد احتفالي قديم، عيد الفصح حيث كانت البيضة ترمز إلى بداية الحياة على سطح الأرض حسب المعتقدات.
يذكر التقليد الأرثوذكسي المسيحي أن القديسة مريم المجدلية كمواطنة رومانية ذهبت إلى قيصر في روما لرفع احتجاجها على صلب المسيح، وقامت بشرح قصة محاكمة المسيح وصلبه وقيامتة، عندها أوقفها القيصر وقال لو أن البيض يصير بلون أحمر أصدق ان المسيح قام من الأمواتـ عندها أخذت المجدلية بيضة وقالت: (المسيح قام) فتحول لون البيض إلى أحمر، واتبعت الكنيسة هذا التقليد بصبغ البيض على الفصح تأكيداً على قيامة المسيح.، 
وكذلك يرمز البيض كما أن فرخ الدجاج يشق البيضة ويخرج إلى الحياة هكذا المسيح شق القبر وقام من الأموات
تقليد مسيحي أرثوذكسي معتمد بالكنيسة.